# Johannes Lang (Märtyrer)
Johannes Lang (* 1882 in Simferopol, Krim, Russisches Kaiserreich; † 26. Juni 1944 in Zerkaly bei Schipunowo,  Region Altai, Sowjetunion) war ein russlanddeutscher römisch-katholischer Geistlicher und Märtyrer.

## Leben
Johannes Lang wuchs im Bistum Tiraspol auf. Er studierte Theologie am Priesterseminar Saratow und wurde 1905 zum Priester geweiht. Er war Vikar in Rostow am Don und von 1906 bis 1926 Pfarrer in Nowotscherkassk. Am 18. September 1941 wurde er festgenommen und in die Region Altai deportiert. Dort arbeitete er als Kesselflicker. Er starb 1944 an den bei den Lötarbeiten entstehenden giftigen Gasen.

## Gedenken
Die Römisch-katholische Kirche in Deutschland nahm Pfarrer Johannes Lang als Märtyrer in das deutsche Martyrologium des 20. Jahrhunderts auf.